# Пронские
Пронские — угасший в XVII веке русский и литовский княжеский род из Рюриковичей. Их предки правили княжеством Пронским.

## История рода
Основан в XIV веке Ярославом Александровичем Пронским князем Пронским (1340—1342) и великим князем Рязанским (1342—1344). Его потомки утратили удел в 1483 году и перешли на службу в Московское княжество, где многие представители занимали видное место в Боярской Думе.
Род внесён в Бархатную книгу. При подаче документов (17 марта 1682) для внесения рода в Бархатную книгу, была предоставлена родословная роспись князей Пронских.
Род в Москве и в Великом княжестве Литовском угас в XVII веке.

## Известные представители рода
- Ярослав (Дмитрий) Александрович (1315/1320 — 1342)
  - Владимир Ярославич (Дмитриевич)[3] (ок. 1340—1372) — князь пронский (1344—1371) и великий князь Рязанский (1371—1372)
    - Иван Владимирович (ум. ок. 1430) — князь пронский (после 1378—ок. 1430) и великий князь Рязанский (1408—1409)
      - Фёдор Иванович Служил Великому князю Литовскому Казимиру.
        - Юрий Фёдорович
х1 княжна Слуцкая
х2 княжна Соломерецкая
          - (1) Иван Юрьевич Служил Великому князю Московскому, уп. в 1480. Безпотомный.
          - (2) Глеб Юрьевич, † 1513, в битве с татарами под Минском.
            - Потомки в Великом княжестве Литовском. Угасли в 1630-х годах.

      - Иван Иванович «Нелюб»
        - Василий Иванович Пронский Нелюб
          - Иван Васильевич Пронский Нелюбов-Шемяка (ум. 1550) — боярин и воевода на службе у московских князей Василия III и Ивана Грозного.
            - Юрий Иванович Пронский-Шемякин (ум. 1554) — стольник и воевода на службе у великого князя и царя московского Ивана Грозного.
            - Иван Иванович
            - Никита Иванович

        - Потомки в Великом княжестве Московском. Угасли в XVI в.

      - Андрей Иванович «Сухорук»
        - Дмитрий Андреевич Служил Великому князю Литовскому Казимиру.
          - Потомки в Великом княжестве Московском. Угасли во второй пол. XVII в.

      - дочь — жена князя Ивана Васильевича Московского

    - Фёдор Владимирович[4]

  - Юрий Ярославич (ум. 1354) — князь муромский (1351—1354)

- Дмитрий Андреевич
  - Юрий Дмитриевич — боярин и воевода на службе у московского князя Василия III.
    - Фёдор Юрьевич Рыба
    - Иван Юрьевич Озей
    - Андрей Юрьевич Курака
    - Дмитрий Юрьевич

  - Иван Дмитриевич (ум. 1523) — боярин и воевода на службе у московских князей Ивана III и Василия III.
    - Иван Иванович Турунтай (ум. 1569) — боярин и воевода на службе у великого князя московского и царя Ивана Грозного.
    - Семён Иванович Сура

  - Фёдор Дмитриевич (ум. 1537) — боярин и воевода на службе у московского князя Василия III, позднее у его брата старицкого князя Андрея Ивановича.
  - Даниил Дмитриевич (ум. 1559) — боярин и воевода на службе у московских князей Василия III и Ивана Грозного.
    - Пётр Данилович (ум. 1577) — боярин и воевода удельного старицкого князя Владимира Андреевича Старицкого и царя Ивана Васильевича Грозного.
    - Семён Данилович (ум. 1584) — боярин и воевода в царствование царя Ивана Васильевича Грозного.
    - Василий Данилович

- Иван Васильевич
  - Пётр Иванович (ум. 1652) — боярин и воевода.
    - Михаил Петрович Пронский (ум. 1654) — боярин и воевода.
    - Иван Петрович Пронский-Рыбин (ум. 1683) — боярин и воевода.

- Пронский, Юрий Фёдорович — эмигрировал в Великое княжество Литовское, где был принят с почестями и получил крупные имения в Белоруссии и на Украине.
  - Пронский, Иван Юрьевич (ум. 1480) — на литовской службе.
  - Пронский, Глеб Юрьевич (ум. 1513) — на литовской службе, наместник бобруйский.
    - Пронский, Семён Глебович (ум. 1555) — государственный деятель Великого княжества Литовского, староста житомирский (1538—1539), брацлавский и винницкий (1540—1541), державца чернобыльский (1549—1555), воевода киевский (1545—1555).
      - Пронский, Александр (ок. 1550 — ок. 1595) — государственный деятель Великого княжества Литовского, стольник великий литовский (1576—1587), староста луцкий (с 1580 года), каштелян трокский (1591—1595).
        - Юлий Илья Пронский (ум. 1613)
        - Александр Октавиан Пронский (ум. 1638)

После смерти Александра Октавиана Пронского княжеский род Пронских в Великом княжестве Литовском угас.